# Alexa Grasso
Karen Alexa Grasso Montes (* 9. August 1993 in Guadalajara, Jalisco, Mexiko) ist eine mexikanische Mixed-Martial-Arts-Kämpferin, die zurzeit in der Kategorie Fliegengewicht der UFC (Ultimate Fighting Championship) kämpft. Sie ist die amtierende UFC-Weltmeisterin im Fliegengewicht der Frauen.

## Anfänge im MMA
Alexa Grasso gab ihr Profidebüt im Dezember 2012. In den ersten achtzehn Monaten ihrer Karriere sammelte sie eine ungeschlagene Bilanz von 5 Siegen (3 durch TKO, 2 durch Entscheidung) und 0 Niederlagen an.
Nach einem Jahr Pause vom Sport gab Grasso ihr Debüt bei Invicta FC am 6. September 2014 gegen Ashley Cummins bei Invicta FC 8. Sie gewann den Kampf durch einstimmige Entscheidung. In ihrem zweiten Kampf für die Promotion traf sie am 5. Dezember 2014 bei Invicta FC 10 auf Alida Gray, die sie durch K. o. in der ersten Runde besiegte. Am 27. Februar 2015 stand Grasso im Co-Hauptkampf von Invicta FC 11 Mizuki Inoue gegenüber und gewann den Kampf durch einstimmige Entscheidung.
Ursprünglich sollte Grasso bei Invicta FC 14 am 12. September 2015 gegen Livia Renata Souza um den Invicta-Titel im Strohgewicht antreten, doch aufgrund einer Verletzung musste sie den Kampf absagen.

## Karriere in der UFC
Am 11. August 2016 wurde bekannt gegeben, dass Alexa bei der Ultimate Fighting Championship (UFC) unterschrieben hat. In ihrem Debütkampf trat sie am 5. November 2016 bei der UFC Fight Night 98 gegen Heather Jo Clark an und gewann den Kampf durch einstimmige Entscheidung.
In ihrem nächsten Kampf stand Grasso am 4. Februar 2017 bei der UFC Fight Night 104 Felice Herrig gegenüber und verlor den Kampf durch einstimmigen Beschluss.
Am 5. August 2017 trat Grasso bei der UFC Fight Night 114 gegen Randa Markos an, die sie durch Split Decision besiegte, obwohl sie das Gewicht nicht schaffte und zu einem vereinbarten Gewicht (119 lbs) antreten musste.
Am 19. Mai 2018 trat Grasso bei der UFC Fight Night 129 gegen Tatjana Padilla an und verlor den Kampf, nachdem Suarez sie in der ersten Runde mit einer Guillotine unterwarf.
Am 8. Juni 2019 trat Grasso bei UFC 238 gegen Karolina Kowalkiewicz an und gewann den Kampf durch einstimmige Entscheidung.
Drei Monate später kämpfte Alexa am 21. September 2019 bei UFC on ESPN+ 17 gegen Carla Esparza und verlor den Kampf durch eine Mehrheitsentscheidung.
Bei UFC 246 sollte sie gegen Claudia Gadelha antreten, doch am Tag des offiziellen Wiegens brachte sie 121,5 Pfund auf die Waage und lag damit 5,5 Pfund über dem Limit der Strohgewichtsklasse für Nicht-Meisterschaftskämpfe. Die Nevada State Athletic Commission beschloss, den Kampf abzusagen, da kein Kämpfer, der das Gewichtslimit um mehr als drei Pfund überschritt, zum Kampf zugelassen ist. Stunden nach der Veranstaltung entschuldigte sich Grasso für die Gewichtsüberschreitung.
Bei ihrem Debüt im Fliegengewicht kämpfte Grasso am 29. August 2020 bei der UFC Fight Night 175 gegen Ji Yeon Kim und gewann den Kampf durch einstimmige Entscheidung.
Am 13. Februar 2021 stand Grasso bei UFC 258 Maycee Barber gegenüber, die den Kampf durch einstimmigen Beschluss gewann.
Am 26. März 2022 stand Grasso bei der UFC Fight Night 205 Joanne Calderwood gegenüber und gewann den Kampf durch Submission in der ersten Runde.
Grasso sollte am 13. August 2022 bei UFC on ESPN 41 gegen Viviane Araújo antreten, der Kampf wurde jedoch aufgrund von Visaproblemen von Grasso abgesagt. Er wurde am 15. Oktober 2022 bei der UFC Fight Night 212 erneut angesetzt, wo Grasso durch einstimmige Entscheidung gewann.
Am 4. März 2023 kämpfte Grasso bei UFC 285 gegen Valentina Shevchenko um die UFC-Weltmeisterschaft im Fliegengewicht der Frauen. Sie gewann den Kampf und den Titel durch Submission in der vierten Runde. Mit diesem Sieg wurde sie die erste Kämpferin aus Mexiko und Lateinamerika, die einen UFC-Titel gewann.
Ihre erste Titelverteidigung hatte Grasso dann in einem Rückkampf gegen Valentina Shevchenko am 16. September 2023 bei der UFC Fight Night 227. Der Kampf endete in einem umstrittenen Split Draw, wobei Grasso den Titel behielt.

## MMA-Erfolge
Ultimate Fighting Championship
- UFC Fliegengewicht Championship (seit 4. 4. März 2023)

## MMA-Kampfstatistik
| Ergebnis | Bilanz fix | Gegner                | Methode                           | Veranstaltung                                                       | Datum         | Runde | Zeit | Ort                      | Notiz                                                          |
| -------- | ---------- | --------------------- | --------------------------------- | ------------------------------------------------------------------- | ------------- | ----- | ---- | ------------------------ | -------------------------------------------------------------- |
| Sieg     | 16-3 (1)   | Valentina Shevchenko  | Unentschieden                     | UFC Fight Night: Grasso vs. Shevchenko 2                            | 16. Sep. 2023 | 5     | 5:00 | Las Vegas, Nevada        | Verteidigte die UFC-Meisterschaft im Fliegengewicht der Frauen |
| Sieg     | 16-3       | Valentina Shevchenko  | Aufgabe (Rear-Naked Choke)        | UFC 285                                                             | 4. März 2023  | 4     | 4:34 | Las Vegas, Nevada        | Sie gewann die UFC-Meisterschaft im Fliegengewicht der Frauen  |
| Sieg     | 15-3       | Viviane Araújo        | Punktesieg (einstimmig)           | UFC Fight Night: Grasso vs. Araújo                                  | 15. Okt. 2022 | 5     | 5:00 | Las Vegas, Nevada        |                                                                |
| Sieg     | 14-3       | Joanne Calderwood     | Aufgabe (Rear-Naked Choke)        | UFC Fight Night 205                                                 | 26. März 2022 | 1     | 3:57 | Columbus, Ohio           |                                                                |
| Sieg     | 13-3       | Maycee Barber         | Punktesieg (einstimmig)           | UFC 258                                                             | 13. Feb. 2021 | 3     | 5:00 | Las Vegas, Nevada        |                                                                |
| Sieg     | 12-3       | Ji Yeon Kim           | Punktesieg (einstimmig)           | UFC Fight Night: Smith vs. Rakić                                    | 29. Aug. 2020 | 3     | 5:00 | Las Vegas, Nevada        | Debüt im Fliegengewicht                                        |
| Sieg     | 11-3       | Carla Esparza         | Punktesieg (Mehrheit)             | UFC Fight Night: Rodríguez vs. Stephens                             | 21. Sep. 2019 | 3     | 5:00 | Mexiko-Stadt             |                                                                |
| Sieg     | 11-2       | Karolina Kowalkiewicz | Punktesieg (einstimmig)           | UFC 238                                                             | 8. Juni 2019  | 3     | 5:00 | Chicago, Illinois        |                                                                |
| Sieg     | 10-2       | Tatjana Padilla       | Aufgabe (Rear-Naked Choke)        | UFC Fight Night: Maia vs. Usman                                     | 19. Mai 2018  | 1     | 2:45 | Santiago de Chile        |                                                                |
| Sieg     | 10-1       | Randa Markos          | Punktesieg (geteilt)              | UFC Fight Night: Pettis vs. Moreno                                  | 5. Aug. 2017  | 3     | 5:00 | Mexiko-Stadt             | Kampf im Bantamgewicht (119 lbs)                               |
| Sieg     | 9-1        | Felice Herrig         | Punktesieg (einstimmig)           | UFC Fight Night: Bermúdez vs. Korean Zombie                         | 4. Feb. 2017  | 3     | 5:00 | Houston, Texas           |                                                                |
| Sieg     | 9-0        | Heather Jo Clark      | Punktesieg (einstimmig)           | The Ultimate Fighter Latin America 3 Finale: dos Anjos vs. Ferguson | 5. Nov. 2016  | 3     | 5:00 | Mexiko-Stadt             |                                                                |
| Sieg     | 8-0        | Jodie Esquibel        | Punktesieg (einstimmig)           | Invicta FC 18: Grasso vs. Esquibel                                  | 29. Juli 2016 | 3     | 5:00 | Kansas City, Missouri    |                                                                |
| Sieg     | 7-0        | Mizuki Inoue          | Punktesieg (einstimmig)           | Invicta FC 11: Cyborg vs. Tweet                                     | 27. Feb. 2015 | 3     | 5:00 | Los Angeles, Kalifornien |                                                                |
| Sieg     | 6-0        | Alida Gray            | TKO (Schläge auf Körper)          | Invicta FC 10: Waterson vs. Tiburcio                                | 5. Dez. 2014  | 1     | 1:47 | Houston, Texas           |                                                                |
| Sieg     | 5-0        | Ashley Cummins        | Punktesieg (einstimmig)           | Invicta FC 8: Waterson vs. Tamada                                   | 6. Sep. 2014  | 3     | 5:00 | Kansas City, Missouri    |                                                                |
| Sieg     | 4-0        | Karina Rodríguez      | Punktesieg (einstimmig)           | XK 20 – Xtreme Kombat 20                                            | 31. Aug. 2014 | 3     | 5:00 | Cuautitlán Izcalli       |                                                                |
| Sieg     | 3-0        | Alejandra Álvarez     | TKO (Schläge auf Körper und Knie) | XK 20 – Xtreme Kombat 20                                            | 31. Aug. 2014 | 1     | 0:26 | Cuautitlán Izcalli       |                                                                |
| Sieg     | 2-0        | Lupita Hernández      | KO (Punches)                      | FHC – Fight Hard Championship 3                                     | 11. Mai 2013  | 1     | 0:12 | Jalisco                  |                                                                |
| Sieg     | 1-0        | Sandra del Rincón     | KO (Punches)                      | GEX – Old Jack's Fight Night                                        | 19. Dez. 2012 | 1     | 0:15 | Jalisco                  |                                                                |